# Rap God
Rap God è un singolo del rapper statunitense Eminem, pubblicato il 15 ottobre 2013 come terzo estratto dall'ottavo album in studio The Marshall Mathers LP 2.

## Descrizione
Rap God fa riferimento al brano I'm Back, presente nel primo Marshall Mathers LP, in cui parla del massacro della Columbine High School. Altri riferimenti citati nella canzone sono quelli dello scandalo Lewinsky, un conflitto tra Fabolous e Ray J, Heavy D & the Boyz, il planking, The Walking Dead e il brano del 2007 Lookin Boy.
Il verso che inizia dal minuto 4:20 è caratterizzato da un extrabeat di Eminem, il quale rappa ad altissima velocità 97 parole in 15 secondi.
Il 5 settembre 2014 Rap God è entrato nel Guinness dei primati con il maggior numero di parole pronunciate in un brano, ovvero 1.560 parole in 6 minuti e 4 secondi, con una media di 4,28 parole al secondo.

## Video musicale
Il 21 novembre 2013 Eminem ha pubblicato su Twitter il trailer del videoclip, rivelando che sarebbe stato pubblicato il 27 dello stesso mese. In quest'ultima data, il videoclip viene pubblicato in anteprima su Vevo.
Diretto da Rich Lee (il quale aveva diretto in precedenza i videoclip di Not Afraid e di Lighters), il videoclip mostra Eminem parodiare Max Headroom, oltre a fare alcuni riferimenti al film Matrix (1999).

## Tracce
1. Rap God – 6:03

## Classifiche
| Classifica (2013) | Posizione massima |
| ----------------- | ----------------- |
| Australia         | 15                |
| Austria           | 45                |
| Danimarca         | 30                |
| Francia           | 23                |
| Germania          | 33                |
| Nuova Zelanda     | 4                 |
| Paesi Bassi       | 53                |
| Regno Unito       | 5                 |
| Svezia            | 46                |
| Svizzera          | 31                |